# Ernst Haage
Ernst Haage (* 27. Oktober 1901 in Duisburg; † 23. August 1968 in Mülheim an der Ruhr) war ein deutscher  Feinmechaniker und Unternehmensgründer.

## Leben und Wirken
Die berufliche Laufbahn von Ernst Haage begann 1916 mit einer Lehre als Feinmechaniker am Kaiser-Wilhelm-Institut für Kohlenforschung in Mülheim an der Ruhr, dem heutigen Max-Planck-Institut für Kohlenforschung. 1925 übernahm Ernst Haage die Leitung der Feinmechaniker-Werkstätten und der technischen Einrichtungen am Institut und gründete 1932 – 13 Jahre nach seiner Meisterprüfung – seine eigene Firma,"Ernst Haage Apparatebau und Laboreinrichtungen".
Der Schwerpunkt des Unternehmens lag auf der Konstruktion von Apparaten für Forschung und Wissenschaft. So entwickelten und bauten die Mitarbeiter Prüfgeräte für Laboratorien im In- und Ausland, Apparate zur Benzinsynthese für die Erdölindustrie sowie Spezialapparate für die Chemische und die Papierindustrie. Ende der 1960er Jahre umfasste die Belegschaft des mittelständischen Familienunternehmens circa 70 Angestellte. Nach dem Tod des Firmengründers 1968 übernahm zunächst der Schwiegersohn Alfred Hesselmann, später der Enkel Thomas Hesselmann die Leitung des Unternehmens. Aufgrund in- und ausländischer Konkurrenz geriet das Unternehmen in die Krise, musste 2002 Insolvenz anmelden und 2005 den Betrieb einstellen.
Für seinen Einsatz in Wissenschaft und Forschung hatte Ernst Haage bereits 1936 das Verdienstabzeichen der Kaiser-Wilhelm-Gesellschaft zu Förderung der Wissenschaften erhalten, welches ihm von Max Planck persönlich ausgehändigt worden war. Eine weitere Ehrung war das Verdienstkreuz am Bande, das ihm 1968 die Bundesrepublik Deutschland in Person des Bundespräsidenten Heinrich Lübke verlieh.
Über seine berufliche Tätigkeit hinaus engagierte sich Ernst Haage ehrenamtlich in verschiedenen Fachgremien und Organisationen. Er fungierte als Vorstandsmitglied im Unternehmerverband der Metall-Industrie Ruhr-Niederrhein e.V., war Mitglied in der Vertreterversammlung der Allgemeinen Ortskrankenkasse sowie in einem Ausschuss des Arbeitsamtes Oberhausen, engagierte sich für die Jugendarbeit im Sport und betätigte sich als Beisitzer beim Duisburger Sozialgericht.
2006 wurde durch eine private Spende aus dem Familienkreis die Ernst-Haage-Stiftung zur Förderung des wissenschaftlichen Nachwuchses ins Leben gerufen, die jedes Jahr Forschungsarbeiten von Nachwuchswissenschaftlern mit dem Ernst-Haage-Preis auszeichnet.

## Ehrungen
- Verdienstabzeichen der Kaiser-Wilhelm-Gesellschaft zur Förderung der Wissenschaften (1936)
- Verdienstkreuz am Bande (1968)

## Weitere Quellen
- Ruhrnachrichten v. 27. Oktober 1961
- Stadtarchiv Mülheim an der Ruhr, Bestand 1440

| Personendaten    | Personendaten                                    |
| ---------------- | ------------------------------------------------ |
| NAME             | Haage, Ernst                                     |
| KURZBESCHREIBUNG | deutscher Feinmechaniker und Unternehmensgründer |
| GEBURTSDATUM     | 27. Oktober 1901                                 |
| GEBURTSORT       | Duisburg                                         |
| STERBEDATUM      | 23. August 1968                                  |
| STERBEORT        | Mülheim an der Ruhr                              |